# Damasonium alisma
Damasonium alisma là một loài thực vật có hoa trong họ Alismataceae. Loài này được Mill. mô tả khoa học đầu tiên năm 1768.